# Gudmundus Amnelius
Gudmundus Amnelius, född 1659 i Å socken, död 3 juni 1708 i Hällestads socken, var en svensk präst.

## Biografi
Amnelius föddes 1659 i Å socken. Han blev 1679 student vid Åbo akademi. Amnelius blev 1688 filosofie kandidat. Han prästvigdes 8 juni 1692 och blev brukspredikant vid Finspångs bruk. År 1694 blev han regementspräst vid Östgöta infanteri. Amnelius blev kyrkoherde i Hällestads församling. Han avled 3 juni 1708 i Hällestads socken och begravdes 15 juli samma år. 
Ett porträtt av honom förstördes vid Hällestads kyrkas brand 1893.

### Familj
Amnelius gifte sig 22 april 1694 med Anna Maria Phoenix (1673-1735). Hon var dotter kyrkoherden Johannes Johannis Phœnix i Målilla församling. De fick tillsammans barnen Margareta Amnelius (född 1695), Andreas Amnelius (1696-1710), Christina Amnelius (1698-1700), rådmannen Johan Amnelius (1701-1774) i Stockholm, Eric Amnelius (1703-1722), Christina Amnelius som var gift med kyrkoherden Olof Haurelius i Kimstads församling och Margareta Amnelius (född 1707) som var gift med handlanden Per Mosell i Söderköping.